# Desa Dayeuhkolot (administrativ by i Indonesien, lat -6,98, long 107,62)
Desa Dayeuhkolot är en administrativ by i Indonesien.   Den ligger i provinsen Jawa Barat, i den västra delen av landet, 120 km sydost om huvudstaden Jakarta.